# Municipio de Riceland
El municipio de Riceland (en inglés: Riceland Township) es un municipio ubicado en el condado de Freeborn en el estado estadounidense de Minnesota. En el año 2010 tenía una población de 434 habitantes y una densidad poblacional de 4,66 personas por km².

## Geografía
El municipio de Riceland se encuentra ubicado en las coordenadas 43°42′47″N 93°13′57″O / 43.71306, -93.23250. Según la Oficina del Censo de los Estados Unidos, el municipio tiene una superficie total de 93.13 km², de la cual 93,12 km² corresponden a tierra firme y (0,01 %) 0,01 km² es agua.

## Demografía
Según el censo de 2010, había 434 personas residiendo en el municipio de Riceland. La densidad de población era de 4,66 hab./km². De los 434 habitantes, el municipio de Riceland estaba compuesto por el 98,16 % blancos, el 0,23 % eran de otras razas y el 1,61 % eran de una mezcla de razas. Del total de la población el 1,84 % eran hispanos o latinos de cualquier raza.